# جون أولمان
جون أولمان (بالسويدية: Johan Ullman)‏ هو مخترع وطبيب سويدي، ولد في 14 مارس 1953 في نورتليه في السويد.